# Distretto di Ollachea
Il distretto di Ollachea è un distretto del Perù, facente parte della provincia di Carabaya, nella regione di Puno.